# Active Virus Shield
O Active Virus Shield (referido também como AVS) é um antivírus descontinuado pela Kaspersky Labs em conjunto com a AOL. Era semelhante ao Kaspersky (utilizava o mesmo mesmo sistema de detecção), porém com menos recursos e com licença de uso gratuita por um ano mas renovável por 10 vezes. A AOL anunciou no dia 3 de agosto de 2007 que o programa foi descontinuado e que ele não está mais disponivel para download. No seu lugar, lançou o McAfee VirusScan Plus Special Edition, com o sistema de detecção baseado no McAfee VirusScan da empresa McAfee.
Para aqueles que tem o Active Virus Shield instalado, ele continuava a receber atualizações diárias até 31 de Agosto de 2007. Depois dessa data, ele ainda continua funcionando com atualizações direto no site da Kaspersky Labs. Para isso é necessária uma modificação no arquivo "host" do computador.

## Recursos
O programa possui um sistema de busca de malwares, detecta uma variedade de malware como vírus, spyware, e até programas de baixo risco. Oferece também proteção em tempo-real de arquivos e e-mail.
É originalmente compatível com Windows 98, 2000, ME e XP e, a partir da versão 6.0.2.621 é também compatível com o Windows Vista.

### Registro
Para poder fazer o download deste antivírus era necessário dirigir-se à página oficial, preencher um endereço de email válido para receber o código de registro gratuitamente no seu email e copiar o programa.

## Vantagens
O Active Virus Shield exige poucos recursos comparado a produtos antivírus comerciais, não requer tanta memória durante a sua inicialização. Além disso, se beneficia de atualizações regulares da lista de vírus da Kaspersky, geralmente a cada duas horas, o que permite que novos vírus sejam detectados com mais eficiência que programas que se atualizam com freqüência menor. Outro ponto positivo é sua taxa de detecção superior a seus concorrentes gratuitos mais populares como o AVG Free e Avast Home.
É freqüentemente equiparado a versão gratuita do AntiVir produzido pela Avira.

## Críticas
O AVS não possui alguns recursos do Kaspersky 6.0 (como a proteção pró-ativa e HTTP), sua licença é válida por um ano, apesar disso, um mesmo endereço de email pode ser usado para renová-la até dez vezes.
Alguns usuários notaram problemas de compatibilidade com alguns produtos de firewall das empresas McAfee e ZoneAlarm.

### Alternativas
- AVG Antivirus Free
- avast! Home
- AntiVir Personal - Free Antivirus
- Comodo AntiVirus

Como opção à utilização do McAfee Virus Scan Plus, a Kaspersky ofereceu aos clientes do Active Virus Shield um desconto na compra de uma licença de uso para até três computadores, entre um a três anos de licença, do Kaspersky Internet Security.